# 矢田野義正
矢田野 義正（やたの/やだの よしまさ）は、安土桃山時代から江戸時代前期にかけての武将。二階堂氏、佐竹氏の家臣。矢田野城主。

## 略歴
永禄8年（1565年）、箭田野行義（行久）の子として誕生。叔父は箭田野行政。
矢田野氏は、永禄年間に須賀川城主であった二階堂為氏の三男、二階堂為房が城を築いた。その後地名の矢田野を名乗り、矢田野氏と称したという。
天正16年（1588年）の郡山合戦では伊達方の伊東重信を討ち取る活躍をした。天正17年（1589年）、伊達政宗により二階堂氏の須賀川城が落城すると（須賀川城攻防戦）、翌天正18年（1590年）7月7日、義正は居城・大里城に篭城し伊達軍に徹底抗戦した。義正の軍の士気は高く、政宗の激しい力攻めにもかかわらず遂に大里城は落ちなかったという。会津に向かう途中にこの経緯を知った豊臣秀吉が義正の武勇を褒め称えたといわれる。
後に佐竹氏を頼り、佐竹氏の転封に従って秋田に移った。

## 系図
- 二階堂氏の次男の系譜と書かれている。行義は会津の箭田野に住んだ。義正は国替の時に佐竹義宣について出羽に入り、院内に住んだとされる。

```
行義ー某（治部大輔）― 某（三郎）ー行久（行義）ー義正ー行正ー行貞ー行光ー行文ー行玄ー行宅ー行太ー行崇
```

- 行久（行義）の弟の系譜。同じく、国替時に出羽入り、横手に住んだ。

```
行政ー秀行ー秀綱ー行秀ー行中ー行充ー行典ー行始
```